# Scuola megarica
La scuola megarica, che fiorì nel IV secolo a.C., venne fondata da Euclide di Megara, uno degli allievi di Socrate. Gli insegnamenti etici della scuola sono stati ricavati da Socrate, riconoscendo un singolo bene, apparentemente associato alla dottrina eleatica dell'Unità. Alcuni successori di Euclide svilupparono a tal punto la logica da divenire una scuola separata, nota come Scuola dialettica. La loro opera sulla logica modale, le implicazioni logiche e la logica proposizionale ricoprì un ruolo importante nello sviluppo della logica nell'antichità.

## Storia
La scuola megarica venne fondata da Euclide di Megara, uno degli allievi di Socrate, verso la fine del V secolo a.C.. I suoi successori a capo della scuola si dice siano stati Ichthyas (metà del IV secolo a.C.) e Stilpone di Megara (fine del IV secolo a.C.). È comunque improbabile che la scuola megarica fosse un'istituzione effettiva e che avesse una posizione filosofica unitaria. Si diceva che i filosofi della scuola fossero stati chiamati "megarici", in seguito "eristi" e poi "dialettici", tuttavia è probabile che questi nomi designassero gruppi scissionisti distinti dalla scuola megarica. Oltre a Ichthyas e ad un altrimenti ignoto Timagora di Gela, i più importanti allievi di Euclide furono Eubulide di Mileto e Clinomaco di Turi. Sembra che sotto Clinomaco fosse stata fondata una Scuola dialettica separata, che si soffermò molto sulla logica e la dialettica, e si disse che Clinomaco fu «il primo a scrivere di proposizioni e predicati». Comunque, Euclide stesso insegnò la logica e il suo allievo, Eubulide di Mileto, famoso per l'impiego di celebri paradossi, fu il maestro di molti dialettici successivi.
Tramite Stilpone, la scuola megarica influenzò la scuola di Eretria sotto Menedemo e Asclepiade di Fliunte, ma la maggiore influenza fu sullo stoicismo: Zenone, il fondatore della scuola stoica, avrebbe studiato sotto Stilpone e Diodoro Crono e dibattuto con Filone il Dialettico.

## Visione filosofica
L'influenza della scuola eleatica fu sul sostenere la separazione indubbia tra il mondo sensibile (percettibile e anche percepito) e il mondo delle idee (immutabile ed eterno). 
Definendo questa idea, Stilpone da Megara criticò Platone per il suo intento di spiegare il mondo sensibile con il "modello intelligibile" concepito solo dalla ragione, poiché essa viene dallo stesso mondo delle idee. 
L'influenza socratica li spinse a cercare la verità, identificata con il bene, facendo sorgere un problema etico-gnoseologico. Identificarono dunque nel Dio benevolente, intelligente e giusto di Socrate - idea che precedette il monoteismo - l'essere unico e immutabile di Parmenide di Elea e lo chiamarono Dio, sapienza o giustizia, acquisendo alla domanda un carattere metafisico proprio della scuola eleatica.
La scuola megarica si basava sull'arte di discutere o erística, come un ramo superiore della dialettica. L'eristica portò a nozioni come: «Tu hai ciò che non hai perso. Tu non hai perso nulla, per cui tu non hai nulla.»
Si basava inoltre, sulla discussione di paradossi, che ancora oggi vengono discussi dai filosofi: uno di questi è il paradosso del sorite (termine greco per indicare un "mucchio"), che mette in evidenza l'impossibilità di stabilire esattamente il numero minimo di chicchi di grano raggiunto il quale si può dire che si è formato un mucchio; dunque usiamo la parola "mucchio" senza saper esplicitare esattamente che cosa essa significa. 
Un secondo paradosso e quello del mentitore, per cui se un individuo afferma "Io sto mentendo" si hanno due alternative per valutare la sua asserzione: o è vera, il che significa che egli mente e dunque la sua asserzione è falsa; oppure è falsa, il che significa che egli non mente e dunque la sua asserzione è vera. Entrambe le alternative conducono ad una contraddizione inaccettabile: la stessa asserzione è al tempo stesso vera e falsa; dunque non c'è un modo di stabilire se è vera oppure falsa.
Il termine dispregiativo di sofista come saccente — seguendo la radice greca σοφιστης (sofisti) cioè σοφια (sofía: "sapienza") — li definiva chiaramente per la loro affinità con la paradossia e la sottile eloquenza logica che dominavano da virtuosi e prepotenti. Si staccarono anche nel calcolo proposizionale, come più tardi avrebbero fatto gli stoici greci.
Un ramo indipendente, la Scuola Dialettica fu fondato da Dionigi di Calcedonia (fl. 320 a.C.) ed incluse Diodoro Crono ed il suo discepolo Filone il Dialettico (fl. 300 a.C.).
Diodoro Crono modificò gli argomenti razionalmente impossibili (aporie) di Zenone di Elea (vedere Paradossi di Zenone) per negare così il movimento delle cose. Una teoria contigua a questa affermava che "si può solo parlare dell'essere attuale" e non di ciò che sta fuori dallo spazio o dal tempo presente. Permettere solo l'affermazione di ciò che realmente succede sopprime l'idea di Aristotele che considerava il possibile un modo del reale.
Stilpone di Megara fu maestro del cipriota Zenone lo stoico, fondatore dello stoicismo; ne è un riflesso la profonda relazione tra le due dottrine.
La Scuola Eretriaca, fondata da Menedemo di Eretria era analoga alla scuola megarica, con l'eccezione dei suoi interessi nei problemi sull'azione umana (etica e politica).

## Lista completa dei Megarici
Alessino, Apollonio Crono, Brisone d'Acaia, Clinomaco di Turi, Dionisio di Calcedonia, Dioclide, Diodoro Crono, Eubulide di Mileto, Euclide di Megara, Eufante, Ichthyas, Pantoide, Pasicle, Filone il Dialettico, Polisseno il Sofista, Stilpone di Megara, Trasimaco di Corinto.
Diodoro Crono e Filone il Dialettico sono considerati da alcuni studiosi esponenti della Scuola Dialettica.